# JR名古屋⇔豊橋カルテットきっぷ
JR名古屋⇔豊橋カルテットきっぷ（ジェイアールなごやとよはしカルテットきっぷ）は、東海旅客鉄道（JR東海）が発売する特別企画乗車券である。名古屋市内と豊橋地区との間を4回分利用できる。

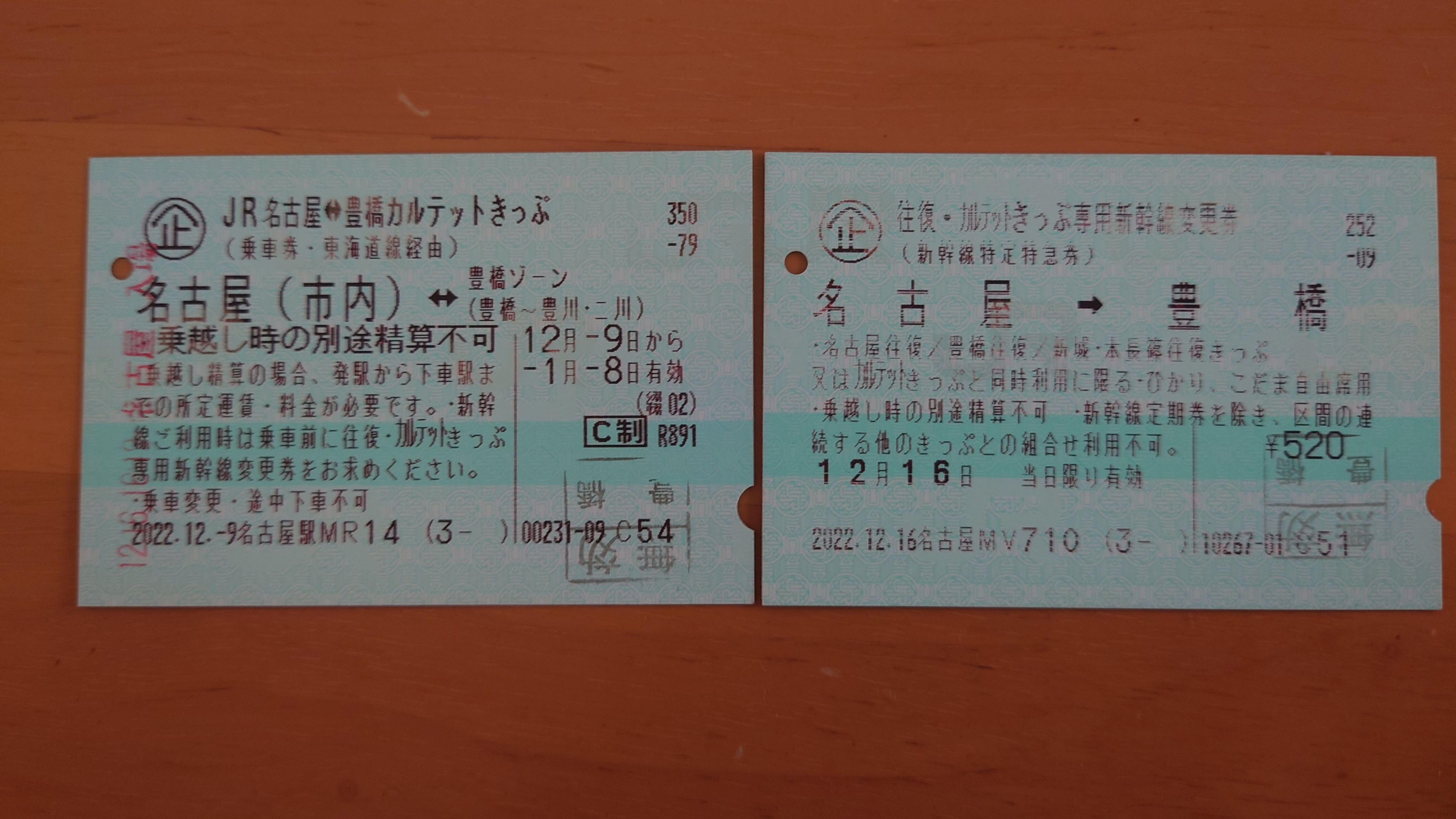
カルテットきっぷと新幹線変更券

## 概要
4枚1組で、1枚ずつ使用することが可能。特に小児用の設定はないが、カルテットきっぷ1枚で小児2人が乗車できる。また名古屋往復きっぷと同様、新幹線変更券を別途購入することにより、名古屋駅 - 豊橋駅間を新幹線利用とすることが出来る。
具体的な利用範囲は以下のとおり。
- 名古屋市内 - 東海道本線 南大高駅 - 名古屋駅間、関西本線 名古屋駅 - 春田駅間、中央本線 名古屋駅 - 新守山駅間
- 豊橋地区 - 東海道本線 豊橋駅・二川駅、飯田線 豊橋駅 - 豊川駅間

以上の区間の相互利用は可能だが乗り越しは不可である。たとえば名古屋駅から浜松駅の乗車場合は事前に二川駅→浜松駅の普通乗車券を購入した場合は有人改札で下車可能だが、カルテットきっぷのみ所持で浜松駅で下車した場合はきっぷは無効（未使用扱い）になり、名古屋駅から浜松駅の正規の普通運賃を精算する必要がある。また、このきっぷの特性上、新幹線利用時は必ず名古屋駅または豊橋駅で下車しなければならない。

## 切符の効力
- 有効期間は1箇月。
- 途中下車不可。
- 乗車変更の際は、乗車駅から下車駅の所定運賃・料金を支払い、代わりに当きっぷ使用1枚分の料金が払い戻される。

## 購入箇所
名古屋・豊橋駅の新幹線乗換出札窓口では購入不可。
- 名古屋市内の各駅・豊橋駅・二川駅・牛久保駅・豊川駅
- JR東海ツアーズ（名古屋・名古屋広小路口・金山・千種・豊橋の各支店)

## 発売額
- 4枚組み3560円 - カルテットきっぷ自体には土日祝券の設定はない。
- 新幹線変更券（片道分） - 平日520円、土日祝日400円